# Morshi
Morshi es una ciudad y  municipio situada en el distrito de Amravati en el estado de Maharashtra (India). Su población es de 37333 habitantes (2011). Se encuentra a 55 km al noreste de Amravati, próximo a la presa de Upper Wardha.

## Demografía
Según el censo de 2011 la población de Morshi era de 37333 habitantes, de los cuales 19031 eran hombres y 18302 eran mujeres. Morshi tiene una tasa media de alfabetización del 90,60%, superior a la media estatal del 82,34%: la alfabetización masculina es del 93,46%, y la alfabetización femenina del 87,61%.